# Historische Aufführungspraxis
Historische Aufführungspraxis, auch „historisch informierte Aufführungspraxis“ oder HIP (von englisch historically informed performance oder historically informed performance practice), nennt man die Bemühungen, die Musik vergangener Epochen mit authentischem Instrumentarium, historischer Spieltechnik und im Wissen um die künstlerischen Gestaltungsmittel der jeweiligen Zeit wiederzugeben. Ursprünglich bezog sich der Begriff auf die Alte Musik, auf die Interpretation der vor etwa 1750 entstandenen Werke. Seit dem letzten Viertel des 20. Jahrhunderts beschäftigt sich die historische Aufführungspraxis zunehmend mit Werken der Romantik und Spätromantik und des frühen 20. Jahrhunderts.

## Aspekte der historischen Aufführungspraxis

### Instrumentarium
Vielfach wurden in früheren Abschnitten der Musikgeschichte Instrumente verwendet, die später außer Gebrauch kamen, zum Beispiel Gamben, Zinken, Krummhörner, aber auch das Cembalo. Will man heute Musik auf solchen Instrumenten aufführen, müssen die wenigen erhaltenen und oft nicht mehr spielbaren Originale zunächst von Instrumentenbauern restauriert oder nachgebaut werden. Außerdem erfordert das Erlernen der jeweils erforderlichen Spieltechniken ein besonderes Quellenstudium, da die Lehrtradition meist unterbrochen ist. So wurde zum Beispiel das Cembalo aus dem 18. Jahrhundert erst Ende des 19. Jahrhunderts „wiederentdeckt“.
Bei der Wahl des Instrumentariums wird diskutiert, inwieweit originale Instrumente („period instruments“) bzw. deren Kopien verwendet werden sollen und können oder ob eine Annäherung an ein vermutlich historisches Klangbild auch auf modernen Instrumenten möglich ist. Nachbauten werden aus verschiedenen Gründen kritisiert.

#### Streichinstrumente
Die Barockviolinen waren bezüglich ihrer Mensuren weniger genormt als die modernen Instrumente. Durch das Zusammenspiel von verschiedenen schwingenden Saitenlängen und Stimmtonhöhen konnten klanglich sehr verschiedene Instrumente entstehen. Georg Philipp Telemann berichtet als Autor über extrem laute Geigen, die er bei Tanzmusikern gehört hatte. Die Saiten der Streichinstrumente bestanden in der Regel aus einem Saitenkern aus Tierdarm statt aus Metall oder Kunststoff. Die damals verwendeten Bögen waren, anders als heute, gestreckt bis konvex statt konkav geformt, was sich insgesamt auf die erforderliche Spielweise und somit auch auf den Klang auswirkt.

#### Holzblasinstrumente
Otto Steinkopf baute als erster im 20. Jahrhundert wieder eine Anzahl von Renaissance- und Barockinstrumenten. Er kopierte Krummhörner, Kortholte, Rankette, Dulziane, Schalmeien und Pommern, und Zinken, darüber hinaus auch Barockfagotte und Barockoboen. Er gilt als ein „Nestor der Wiederbelebung historischer Holzblasinstrumente“.

#### Blechblasinstrumente
Ein anderes Beispiel ist das Horn, das vor etwa 1840 keine Ventile hatte und dadurch nur begrenzte Möglichkeiten bot, chromatische Tonfolgen hervorzubringen. Die andere Bauweise sowie die speziellen Spieltechniken des Naturhorns bedingen wiederum einen eigenen Klang, der sich von dem eines modernen Ventilhorns unterscheidet.
Gleiches gilt für die Naturtrompete bzw. die Barocktrompete, die ebenfalls keine Ventile besitzen und bei gleicher Stimmung im Vergleich zur modernen Ventiltrompete eine doppelte oder (im Vergleich zur Piccolotrompete) vierfache Rohrlänge haben. Mit Theorie und Praxis beschäftigte sich dazu Don Smithers, einer der Pioniere bei der konzertanten Wiedergewinnung dieser alten Instrumente.
Im Jahre 1959 konstruierten Helmut Finke und Otto Steinkopf gemeinsam die runde Clarintrompete nach der berühmten Clarintrompete, die auf dem Porträt des Leipziger Ratsmusikers Gottfried Reiche von Elias Gottlob Haußmann aus dem Jahre 1727 abgebildet ist.
Auch die Barockposaune wurde im 20. Jahrhundert für das Musikleben wieder zurückgewonnen.

#### Tasteninstrumente
In den 1920er Jahren wandte sich Fritz Neumeyer Versuchen zu, mit historischen Tasteninstrumenten oder Nachbauten den originalen Klang Alter Musik zu reproduzieren.
Wanda Landowska machte sich in herausragender Weise um die Wiederentdeckung der Kielinstrumente verdient und gab damit auch einen wichtigen Impuls für die historische Aufführungspraxis. Als erste Cembalistin führte sie 1933 die Goldberg-Variationen von Johann Sebastian Bach zusammenhängend und ungekürzt auf einem Kielinstrument auf. Bekannt sind auch die Nachbauten von Leopoldo Franciolini (1844–1920).

### Stimmung

#### Stimmton
Vor der ersten internationalen Stimmtonkonferenz in Paris im Jahr 1858 war die Frequenz des Kammertons a1 nicht einheitlich festgelegt. Seit 1939 gilt als Standard 440 Hertz, heutzutage ist in modernen Orchestern eine Stimmung von 443 Hz üblich. Instrumentenfunde belegen jedoch, dass im 18. Jahrhundert überwiegend mit einem tieferen Kammerton musiziert wurde. Neben dem Kammerton für eher weltliche Instrumentalmusik gab es für die Stimmung von Orgeln und damit für geistliche Vokalmusik außerdem den sogenannten Chorton, der etwa einen Ganzton über dem jeweiligen Kammerton lag.
In Kreisen der historischen Aufführungspraxis besteht heute eine pragmatische Übereinkunft darin, mitteleuropäische Barockmusik zwischen etwa 1650 und 1750 mit einem einheitlichen Kammerton von a1 = 415 Hz zu musizieren. Für einige Genres (z. B. italienisches Frühbarock) hat sich auch ein höherer Stimmton von 466 Hz eingebürgert, für andere (französisches Barock) 392 Hz. Für Musik zwischen etwa 1750 und 1850 wählt man häufig a1 = 430 Hz. Mit diesen nur wenige verschiedene Stimmtöne umfassenden Konventionen können spezialisierte Instrumentalisten international agieren und Instrumentenbauer ihre Kopien historischer Originalinstrumente auf einem globalen Markt absetzen.

#### Stimmungssysteme
Vor der allgemeinen Verbreitung der gleichstufigen Stimmung im 19. Jahrhundert verwendete man mitteltönige Stimmungen, später wohltemperierte Stimmungen, so dass verschiedene Tonarten auch unterschiedlich charakterisiert wurden. Im Bereich der historischen Aufführungspraxis greift man heute wieder auf ungleichstufige Stimmungen zurück, um bei älterer Musik den Tonartencharakter hörbar zu machen.

### Spielweisen und Verhältnis zur Notation

#### Verzierungen und Improvisation
Ausführende Musiker mussten bis zum Ende der barocken Ära in der Lage sein, dem Notentext eigene Verzierungen und Improvisationen hinzuzufügen, insbesondere auch bei vorgeschriebenen Wiederholungen. Darüber hinaus wurde von den Komponisten generell nicht so akribisch notiert wie in späteren Zeiten, beispielsweise bei Tempowechseln. Auch die Aussetzung des Generalbasses lässt dem Interpreten bedeutende Freiheiten. Die Lehrtradition wurde oft mündlich weitergegeben und ist daher nicht immer dokumentiert.

#### Rhythmus
Besonders in der französischen Barockmusik ist die rhythmische Inegalität unentbehrliches Stilmittel: mehrere aufeinanderfolgende Noten des gleichen Notenwertes werden ungleich lang gespielt. Die sogenannten Notes inégales sind hauptsächlich Paare von Achteln oder Sechzehnteln in kleinen auf- oder absteigenden Intervallen, deren erste gedehnt und deren zweite verkürzt gespielt wird, ähnlich dem Swing im Jazz oder einer Punktierung.
Auch für die italienische (siehe Girolamo Frescobaldi) und spanische Barockmusik (Fray Tomás de Santa María) sind inegale rhythmische Interpretationsweisen überliefert. In diesem Stilbereich findet sich neben der genannten auch die umgekehrte Form der Inegalität, mit gekürzter erster und gedehnter zweiter Note, die man – im Gegensatz zum „französischen“ – den „lombardischen Stil“ nannte. Hier liegt der Ursprung des bis heute üblichen Begriffs „lombardischer Rhythmus“.
Eine andere gebräuchliche rhythmische Variation ist die Schärfung von Punktierungen, die zwar meist im Zusammenhang mit der französischen Ouvertüre verwendet, aber z. B. auch von Leopold Mozart an anderen Stellen empfohlen wird.

#### Tempi
Das musikalische Tempo orientierte sich über Jahrhunderte hinweg am menschlichen Pulsschlag in der Weise, dass der Nieder- und Aufschlag des Taktes oder der Battuta, also der Dirigierbewegung, annähernd im Tempo des menschlichen Pulsschlages (ca. 70–80 Schläge pro Minute) erfolgt. Die Zuordnung von Notenwerten zur Dirigierbewegung wurde in der weißen Mensuralnotation durch Mensur- und Proportionszeichen geregelt. Typischerweise entsprach im Tempus imperfectum nondiminutum eine vollständige Dirigierbewegung mit Nieder- und Aufschlag einer Semibrevis, die deshalb später in Deutschland „Ganze Note“ hieß. Durch Beifügen einer Proportion, meist 3/1 oder 3/2, konnte die Zuordnung so geändert werden, dass bei 3/2 drei Minimen (= Halbe Noten), bei 3/1 drei Semibreven (Ganze Noten) in eine vollständige Dirigierbewegung fallen. Zu diesem Zweck wurde die Dirigierbewegung nach der Proportion so verändert, dass bei unveränderter Gesamtdauer der Niederschlag zwei Drittel, der Aufschlag ein Drittel der Dauer ausmacht; dies wurde eine Battuta inequale genannt.
Im 17. Jahrhundert kamen zahlreiche weitere Proportionsbezeichnungen in Gebrauch: 3/4, 3/8, 6/8, 9/8, 12/8 etc. Diese Proportionen veränderten nur noch die Zuordnung der Notenwerte zur Dirigierbewegung. Das Ausführungstempo der Noten ergab sich nicht mehr automatisch aus der Proportion, da das Tempo der Dirigierbewegung bei Proportionen nicht mehr konstant gehalten wurde, sondern im Prinzip frei verändert werden konnte. Allerdings gab es noch bis ins 18. Jahrhundert hinein gewisse Tempokonventionen: In der Regel wurden in allen Proportionen mit einer 3 oder deren Vielfaches im Zähler die Notenwerte tendenziell doppelt so schnell ausgeführt wie im Tempus imperfectum nondiminutum. Das hat zur Folge, dass 3/2 doppelt so schnell ist wie das Tempus imperfectum, in 3/4 die Viertelnoten doppelt so schnell sind wie die Halben Noten in 3/2, entsprechend in 3/8, 6/8, 9/8 und 12/8 die Achtelnoten doppelt so schnell sind wie die Viertelnoten in 3/4.
Daraus resultieren zum Teil sehr schnelle Tempi, die uns aus der Zeit des Barocks in Form von Längenangaben für ein Fadenpendel u. a. des Hofsängers Michel l’Affilard (1705), des Generalpostmeisters Louis-Léon Pajot (d’Onzembray) (1732) und des Parlamentsanwaltes Henri-Louis Choquel (1762) überliefert sind.
Quantz bestimmte 1752 als Faustregel für „junge Leute, die sich der Musik widmen“, die gängigsten Tempi durch einen Puls von 80 Schlägen pro Minute.
Friedrich Wilhelm Marpurg notierte 1763: „Dieser ordentliche Werth (des 4/4-Taktes) muss aus dem Gebrauche erlernet werden, da der Pulsschlag so wenig eine unfehlbare Regel ist, als der Schritt eines Menschen.“
Den Komponisten des Barocks genügte zur Tempoangabe in erster Linie die „natürliche Bewegung“ der Taktart; Johann Philipp Kirnberger schreibt 1776: „Ueberhaupt ist also anzumerken, daß von den Tacktarten, die gleich viel Zeiten haben, der, welcher größere, oder längere Tackttheile hat, natürlicher Weise etwas ernsthafter ist, als der von kurzen Zeiten: so ist der 4/4 Tackt weniger munter, als der 4/8 Tackt; der 3/2 Tackt schwerfälliger, als der 3/4, und dieser nicht so munter, als der 3/8 Tackt.“ c diente zur Kennzeichnung eines langsameren Stückes, ¢ eines schnelleren. Im stile antico der Kirchenmusik galt ¢ für doppelt so schnell wie c.
In zweiter Linie ergab sich das Tempo aus den kleinsten temporelevanten Notenwerten: „In Ansehung der Notengattungen haben die Tanzstücke worin Sechszehntel und Zweyunddreyßigtheile vorkommen, eine langsamere Taktbewegung, als solche, die bey der nemlichen Taktart nur Achtel, höchstens Sechszehntel, als die geschwindesten Notengattungen vertragen. Also wird das Tempo giusto durch die Taktart und durch die längeren und kürzeren Notengattungen eines Stücks bestimmt.“
In der zweiten Hälfte des 18. Jahrhunderts wurde es nötig, die Tempoangaben näher zu differenzieren: „Hat der junge Tonsetzer erst dieses (das tempo giusto) ins Gefühl, denn begreift er bald, wie viel die Beywörter largo, adagio, andante, allegro, presto, und ihre Modificationen … der natürlichen Taktbewegung an Geschwindigkeit oder Langsamkeit zusetzen oder abnehmen“.
Entgegen späterem Gebrauch war im späten 18. Jahrhundert also nicht das Tempowort allein die „Tempobezeichnung“. Die Kombination aus Taktart, Notenklasse und Tempowort bestimmte sowohl das Betonungsgefüge als auch die Geschwindigkeit, den Charakter und die Spielart, also die „Bewegung“ und den Vortrag im weitesten Sinne. „Vortrag und Bewegung werden durch die längern oder kürzern Notengattungen, die jeder Taktart eigen sind, bestimmt; nämlich schwer und langsam bey jenen, und leichter und lebhafter bey diesen. … Der 3/8 Takt z. B. hat einen leichten Vortrag; ist aber ein Stük in dieser Taktart mit Adagio bezeichnet, und mit Zweyunddreyßigtheilen angefüllt, denn ist der Vortrag desselben schwerer, als er ohnedem seyn würde, aber nicht so schwer, als wenn dasselbe Stük im 3/4 Takt gesetzt wäre.“
Neben Traktaten zur zeitgenössischen Spielpraxis werden historische Spielautomaten, die es beispielsweise zu Händels Lebzeiten gab und für die er eigens Stücke geschrieben hat, als mögliche Quellen zur Beantwortung von Fragen zu Tempo und Verzierungstechnik untersucht. In Frankreich sind ca. 500 bestiftete Walzen für automatische Spieluhren und Orgeln erhalten. Problematisch für ihre Nutzung als Quellen zur Aufführungspraxis ist – außer in der Tonotechnie des Père Engramelle, der die Spieldauern in Minuten angab – deren nur selten überprüfbare Antriebsgeschwindigkeit. Françoise Cossart-Cotte warnte, Antiquare und Restauratoren könnten in Versuchung sein, den Geräten genau die „historisch schnellen“ Tempi zu entlocken, die Musikwissenschaft und Sammler von ihnen erwarteten.
Vertreter der Tempo-Giusto-Bewegung meinen, dass viele klassische Werke heute oftmals zu schnell gespielt würden. Die Musiker des „tempo giusto“ setzen sich für das „rechte Tempo“, eine neue Langsamkeit im musikalischen Ausdruck ein.
Siehe auch: Tempo-Interpretation und Aufführungspraxis

#### Vibrato
In der historischen Aufführungspraxis ist es heute üblich, bei Streichinstrumenten das Vibrato sparsam einzusetzen. Francesco Geminiani empfiehlt jedoch in seiner Schrift Rules for Playing in a true Taste (London, ca. 1748), das Vibrato so oft wie möglich anzuwenden. In seiner Violinschule The Art of Playing on the Violin (London 1751) äußert er sich auch zum Vibrato bei kurzen Tönen: „Wenn man es auf kurzen Noten anwendet, dient es nur dazu, ihren Klang angenehmer zu machen.“ Leopold Mozart wendet sich in seiner Violinschule (1756) gegen die Praxis des ständigen Vibratos, die damals offenbar schon weit verbreitet war. Das spricht jedenfalls gegen die Auffassung, dass Barockmusik ganz ohne Vibrato gespielt worden sei.

### Gesangsstimmen
Einen Unterschied zur heutigen Praxis der Kirchenmusik stellt der frühere intensive Gebrauch von Knabenstimmen (heutzutage setzt der Stimmbruch früher ein) dar, verursacht vor allem durch das kirchliche Musizierverbot für Frauen. Weiterhin wurden sowohl in der Kirchenmusik als auch in der Oper Kastraten verwandt. Allerdings wurden zum Beispiel in dem damals bedeutenden Musikzentrum Hamburg in der Kirche oder in England bei den Händelschen Oratorien auch Frauen als Solisten eingesetzt. Laut Michael Talbot wurden die Chorwerke Vivaldis in Venedigs Waisenhaus ausschließlich von weiblichen Stimmen gesungen.
Es gibt zahlreiche Knabenchöre, die einige Erkenntnisse der historischen Aufführungspraxis umsetzen sowie mit dem Instrumentarium der jeweiligen Epoche musizieren. Insbesondere Nikolaus Harnoncourt, Gustav Leonhardt (Gesamtaufnahme der Bachkantaten), Ton Koopman (Aufnahme von Buxtehude-Kantaten), Heinz Hennig (Einspielung zahlreicher Werke von Heinrich Schütz, Andreas Hammerschmidt und anderen mit dem Knabenchor Hannover) und vor allem Gerhard Schmidt-Gaden (Aufnahmen der Vokalkompositionen von Orlando di Lasso, Heinrich Schütz und Johann Sebastian Bach mit dem Tölzer Knabenchor) haben seit den 1970er Jahren die Erkenntnisse der historischen Aufführungspraxis unter Einbeziehung von Knabenchören und Knabenstimmen teilweise umgesetzt.
In der Praxis wird vor allem seit den 1990er Jahren seitens zahlreicher Dirigenten und Ensembles vermehrt von der Verwendung von Knabenchören abgesehen. Dies ist in erster Linie eine pragmatische Entscheidung, da der Einsatz professioneller Berufsmusiker gegenüber dem Einsatz von Kindern eine weit größere Flexibilität ermöglicht. Zudem gibt es heute immer mehr Sängerinnen und Countertenöre, die sich auf einen entsprechenden Stimmklang spezialisieren.

### Ensemble-Größen
Das spätere, gleichsam „standardisierte“ Orchester gab es in vorklassischer Zeit noch nicht. Die Aufführungsapparate waren im Allgemeinen deutlich kleiner, und ihre Besetzung variierte von Werk zu Werk wie auch von Aufführung zu Aufführung.
Insbesondere die Größe der Chöre entsprach nicht heutigen Gepflogenheiten. Arnold Schering wies 1935 in seinem Buch Johann Sebastian Bachs Leipziger Kirchenmusik auf eine solistische Aufführungspraxis von Motetten durch die Thomaner zur Zeit Bachs hin: „Doppelchörige Motetten sind also in der Regel in einfacher Besetzung, d. h. nur mit acht Sängern vorgetragen worden“. Joshua Rifkin und Andrew Parrott vertreten die Hypothese, dass auch die konzertierende Kirchenmusik des Luthertums, vor allem auch die Kantaten und Passionen Bachs, meistens solistisch aufgeführt wurden, höchstens aber mit nur zwei Sängern pro Stimme.

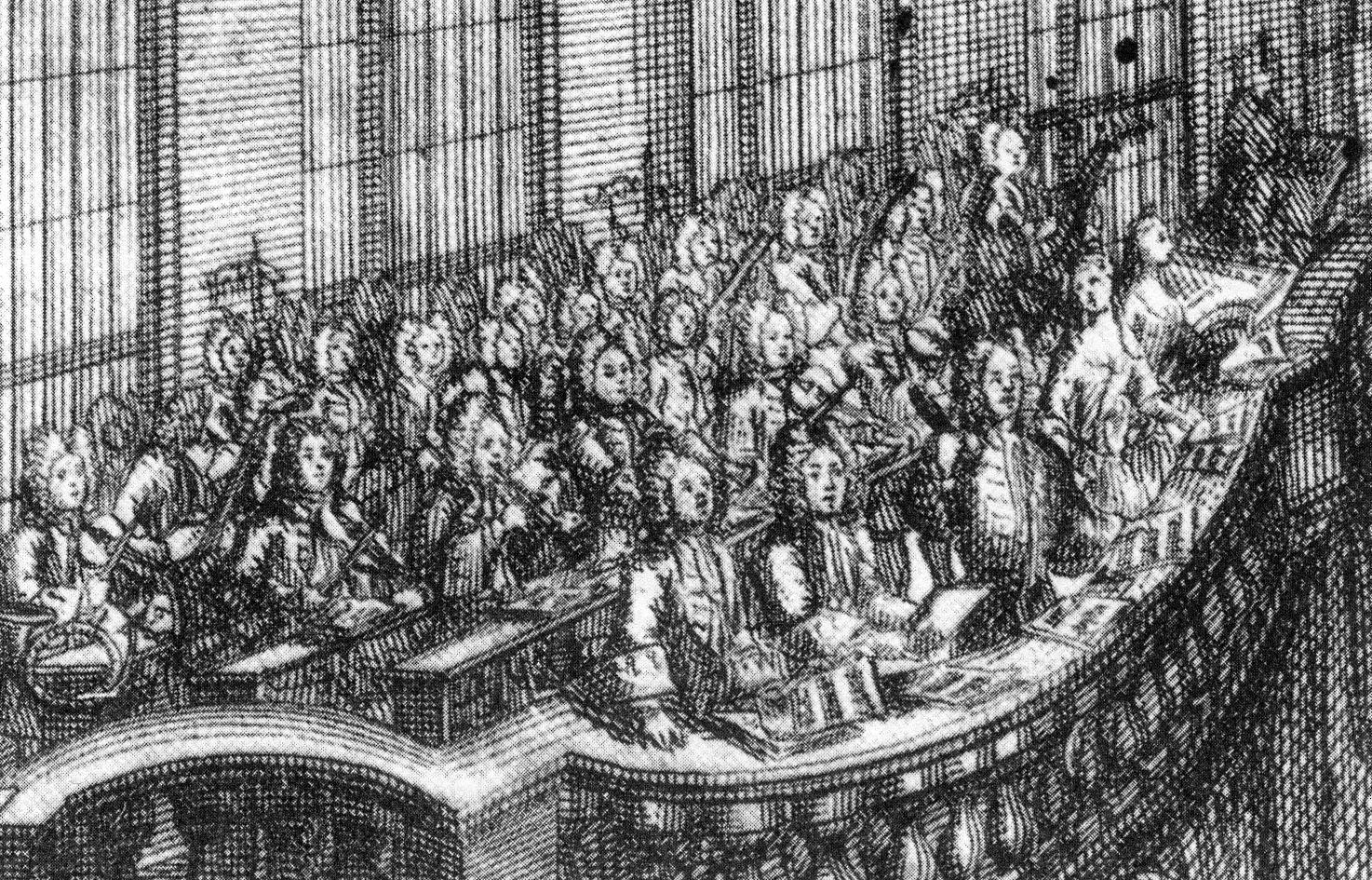
Jubelmahl der Hamburger Bürgerkapitäne 1719
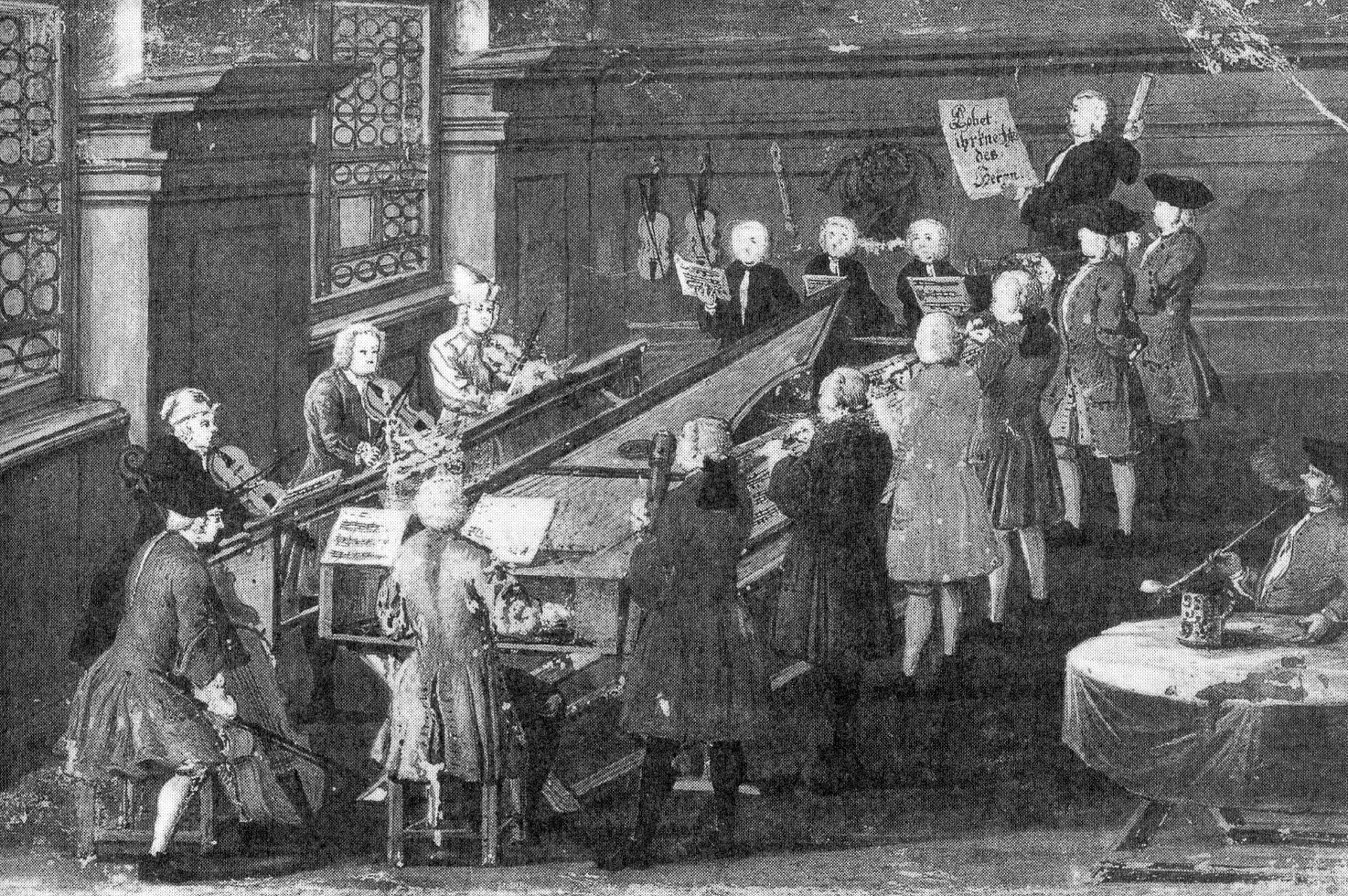
Musizierende Gesellschaft Nürnberg 1775
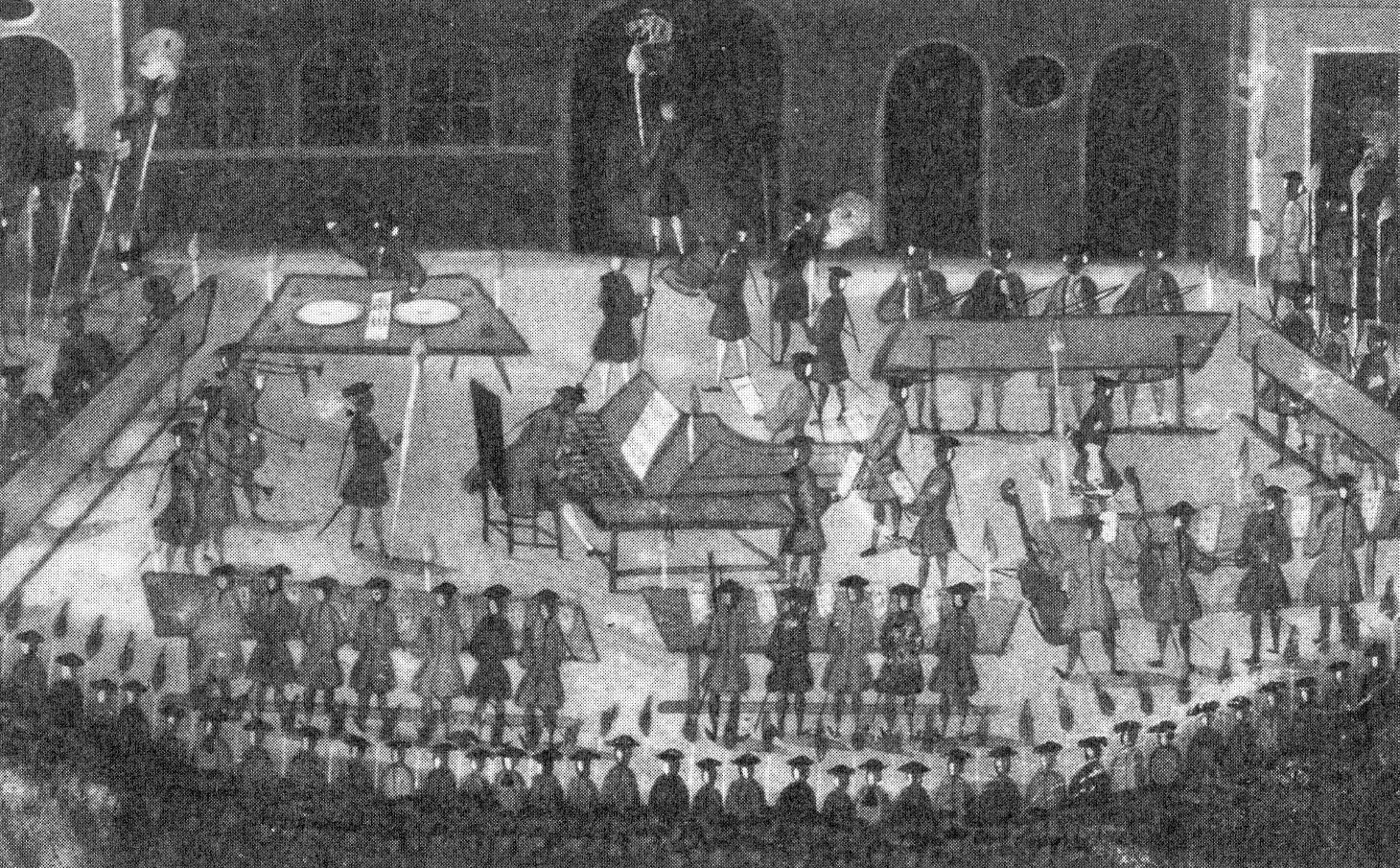
Collegium musicum in Jena etwa 1750
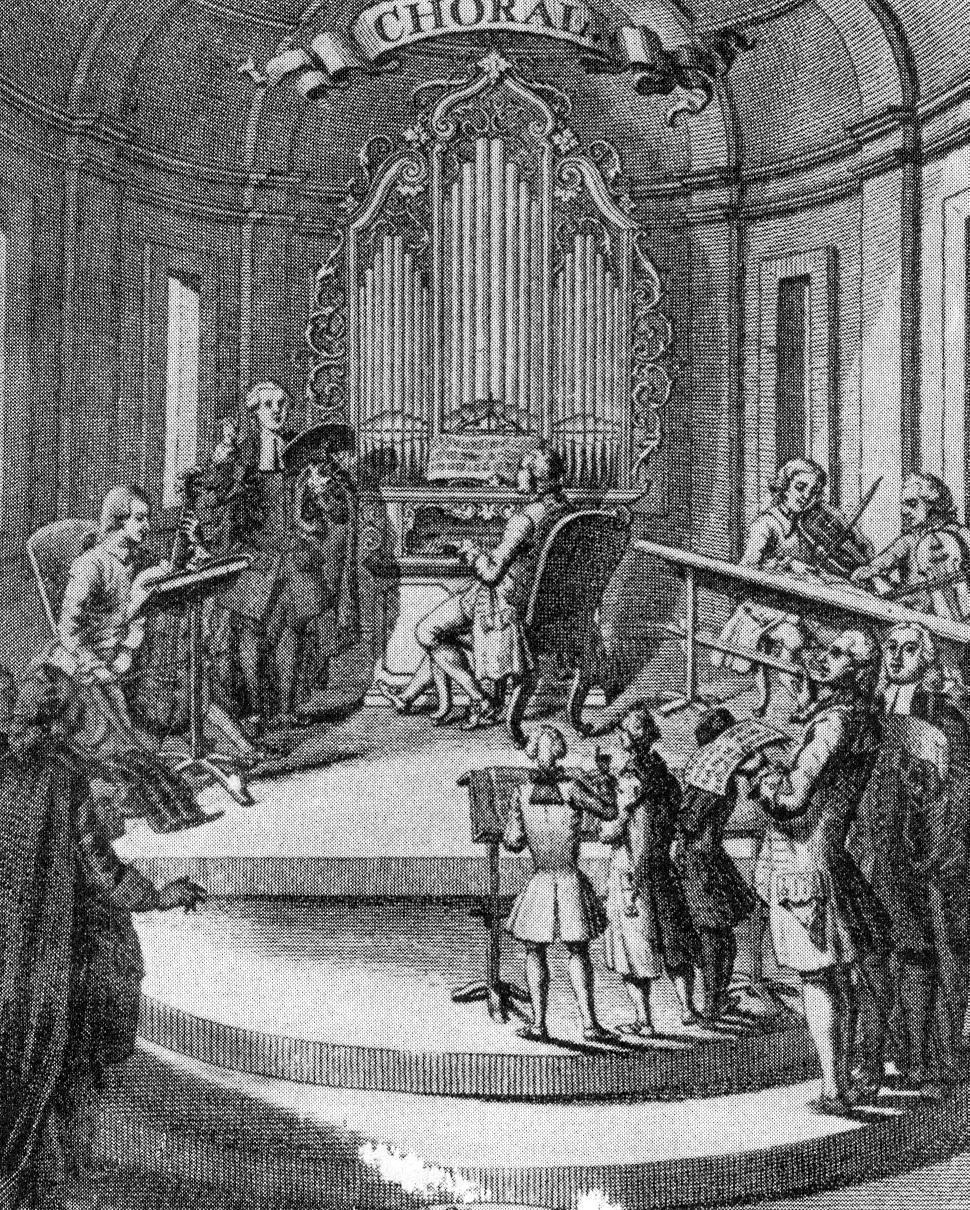
Choralkonzert Zürich 1767
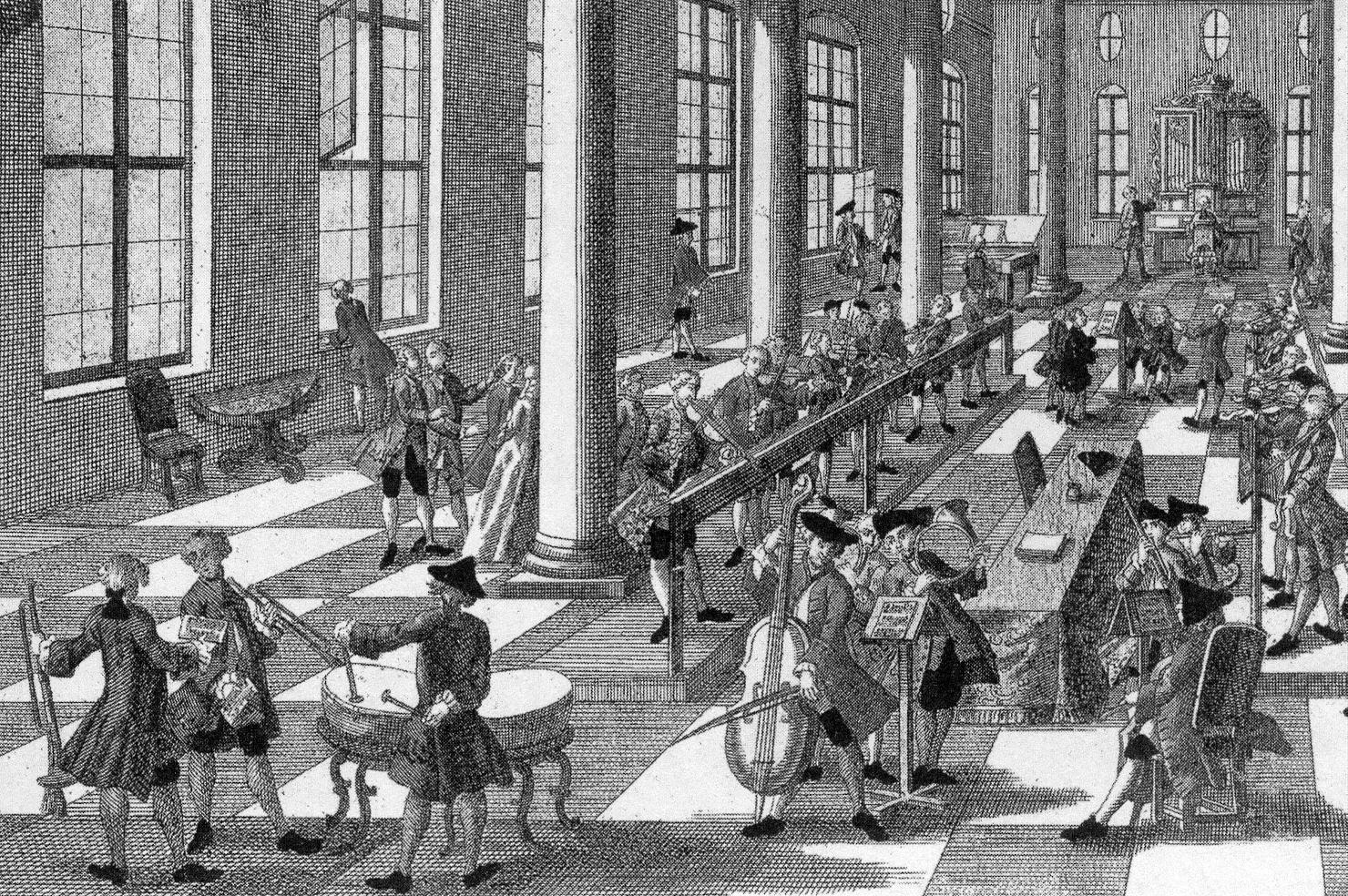
Höfisches Musizieren mit Vokalquartett um 1750

### Räumlichkeiten

#### Wahl der Aufführungsorte
Zur historisch informierten Aufführungspraxis gehört auch die Wahl geeigneter Aufführungsorte. Oft lässt sich erkennen, ob ein altes Musikwerk für einen kleinen und akustisch „trockenen“ oder aber einen großen, hallenden Raum geschrieben wurde. Sehr bedeutend in diesem Zusammenhang ist die Tatsache, dass viele Kompositionen ausdrücklich die Ausdehnung des Raums einbeziehen, so z. B. in der venezianischen Mehrchörigkeit.

#### Disposition der Mitwirkenden im Raum
Bildliche Darstellungen, Aufstellungsskizzen und schriftliche Quellen informieren uns über die räumliche Aufstellung der Mitwirkenden. Die heute gängige Praxis, den Chor hinter das Orchester zu stellen, ist zwar auch dokumentiert, scheint aber eher die Ausnahme gewesen zu sein.

„Man soll bey Vocalmusiken darauf insonderheit sehen, daß sich die Singstimmen am besten und am deutlichsten hören lassen, und daß sie nicht durch die Instrumente unvernehmlich gemachet werden. Zu dem Ende wird es am besten seyn, wenn er die singenden Personen ganz frey stellet, daß sie das Gesichte gegen die Zuhörer kehren, die Instrumentalisten aber entweder seitwärts, oder, welches am besten ist hinter den Sängern stehen.“

Auch Johann Mattheson schreibt: „Die Sänger müssen allenthalben voranstehen“
Uns begegnen folgende Grundaufstellungen:
- Kreis oder lockerer Haufen (Renaissance und Frühbarock);
- Vokalisten vorne und Instrumentalisten hinten (diese Aufstellung ist bis in das 20. Jahrhundert dokumentiert);
- Vokalisten und Instrumente gruppenweise nebeneinander auf der Empore.

Die Aufstellung des Chores vor dem Orchester ist beim Thomanerchor noch für die Zeit unter der Leitung von Karl Straube durch Fotografien dokumentiert. Abgeschafft wurde sie erst 1957 durch den Thomaskantor Kurt Thomas.

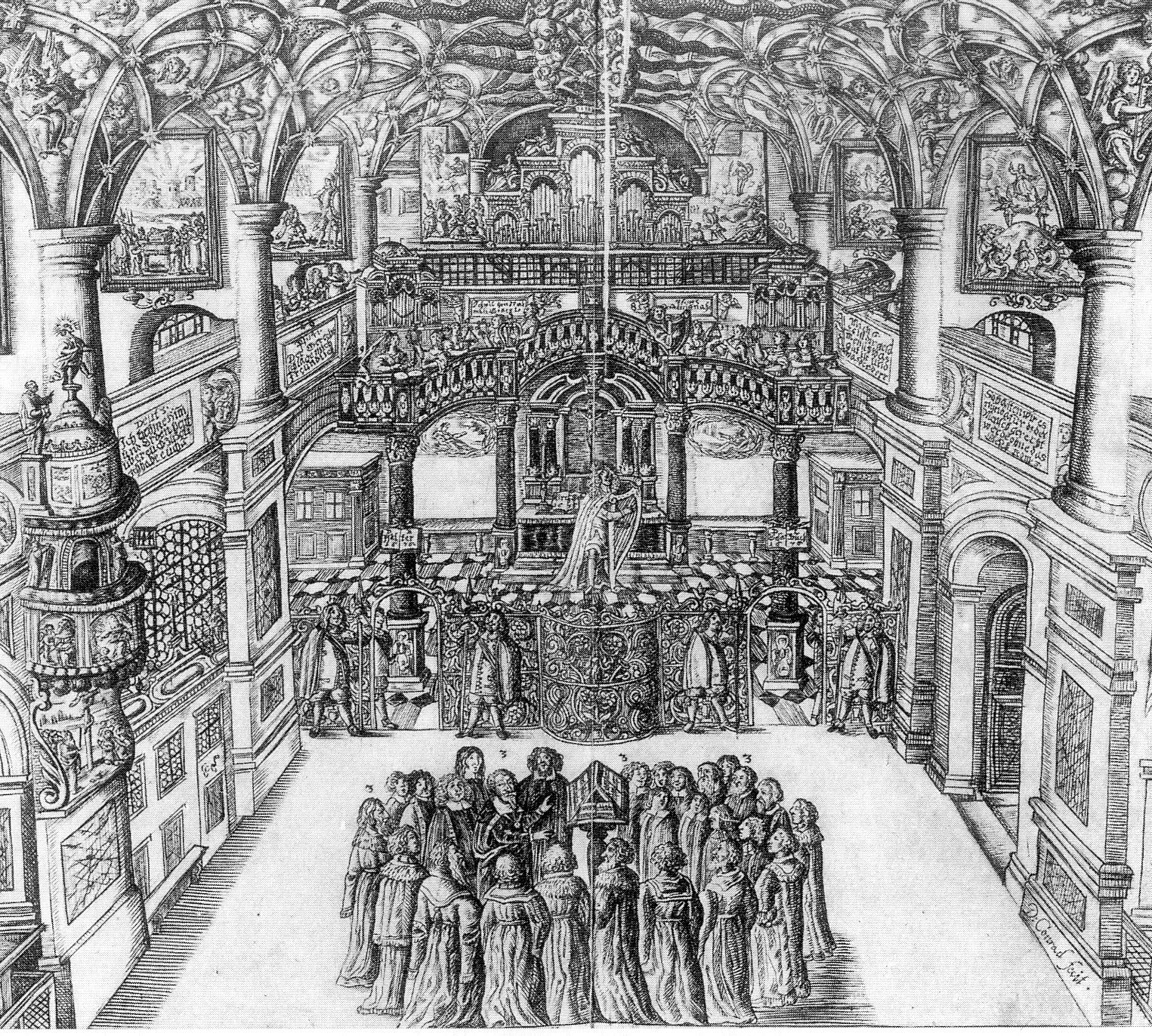
Dresdner Hofkantorei unter Heinrich Schütz
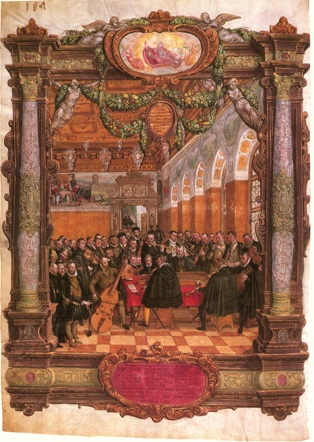
Münchener Hofkapelle unter Orlando di Lasso
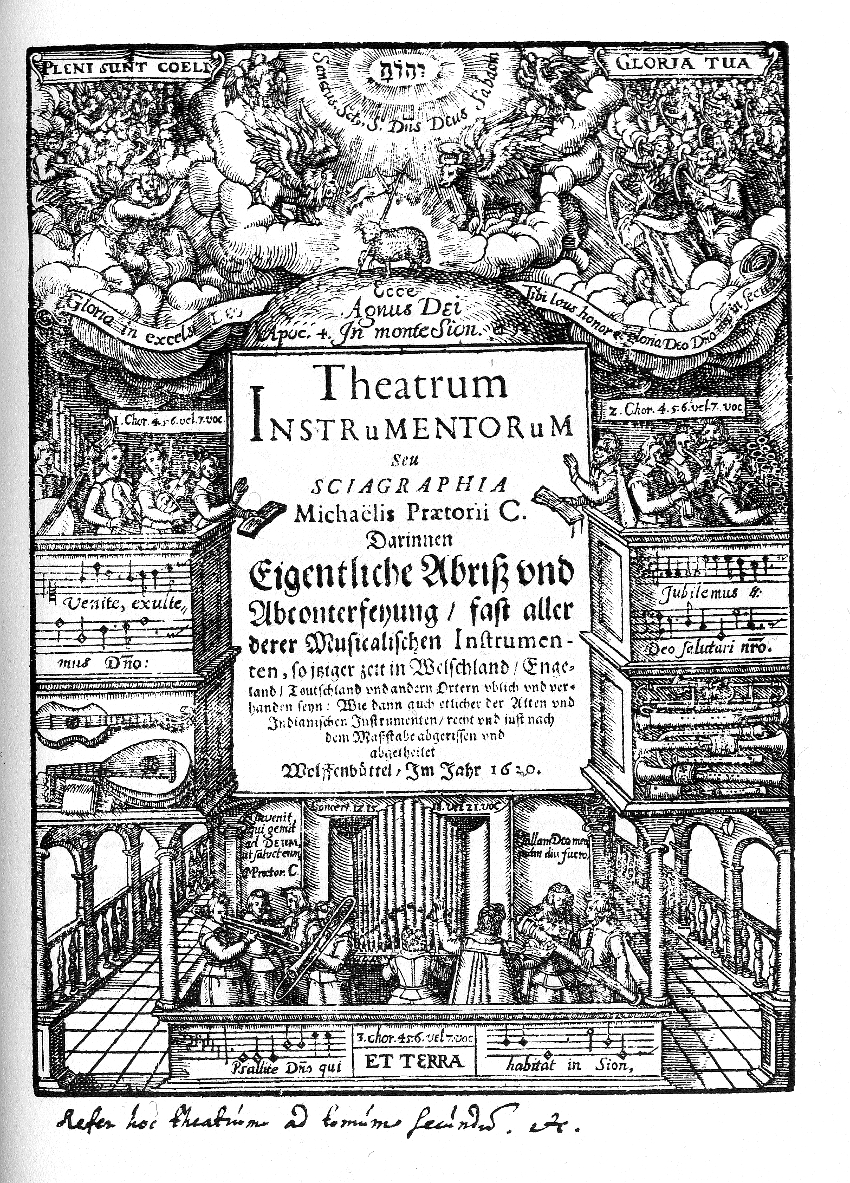
Mehrchöriges Musizieren (Michael Praetorius)
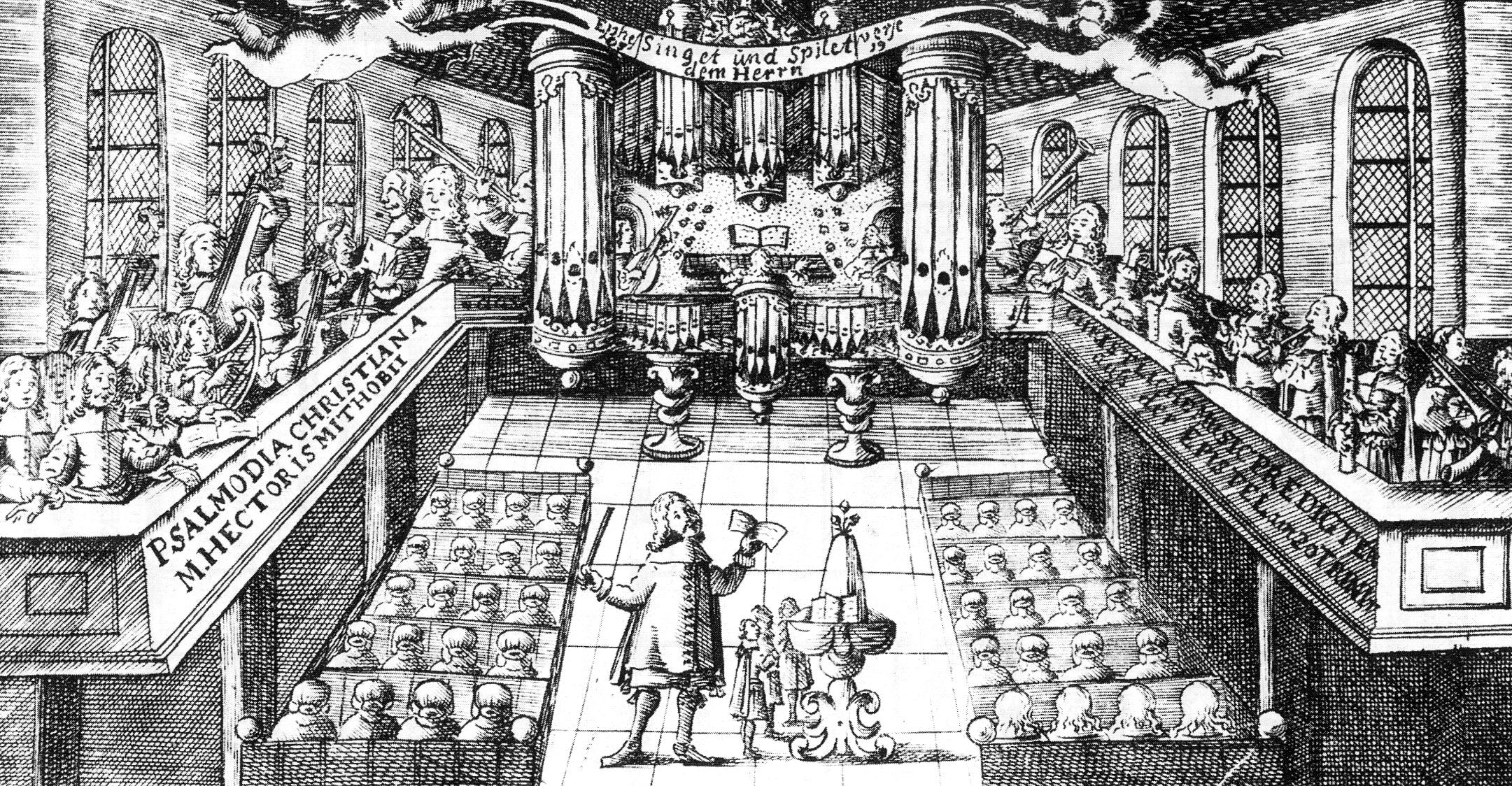
Kantorei 1665
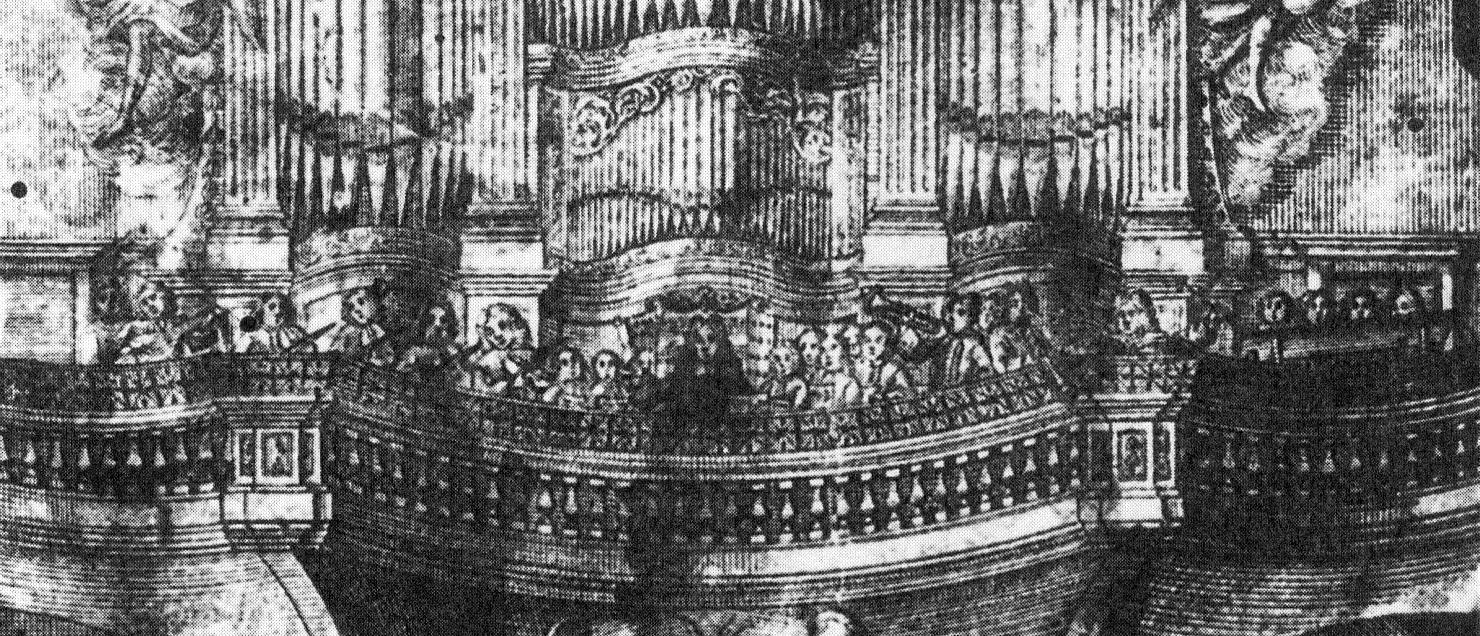
Kantorei auf der Empore im Dom zu Freiberg um 1710
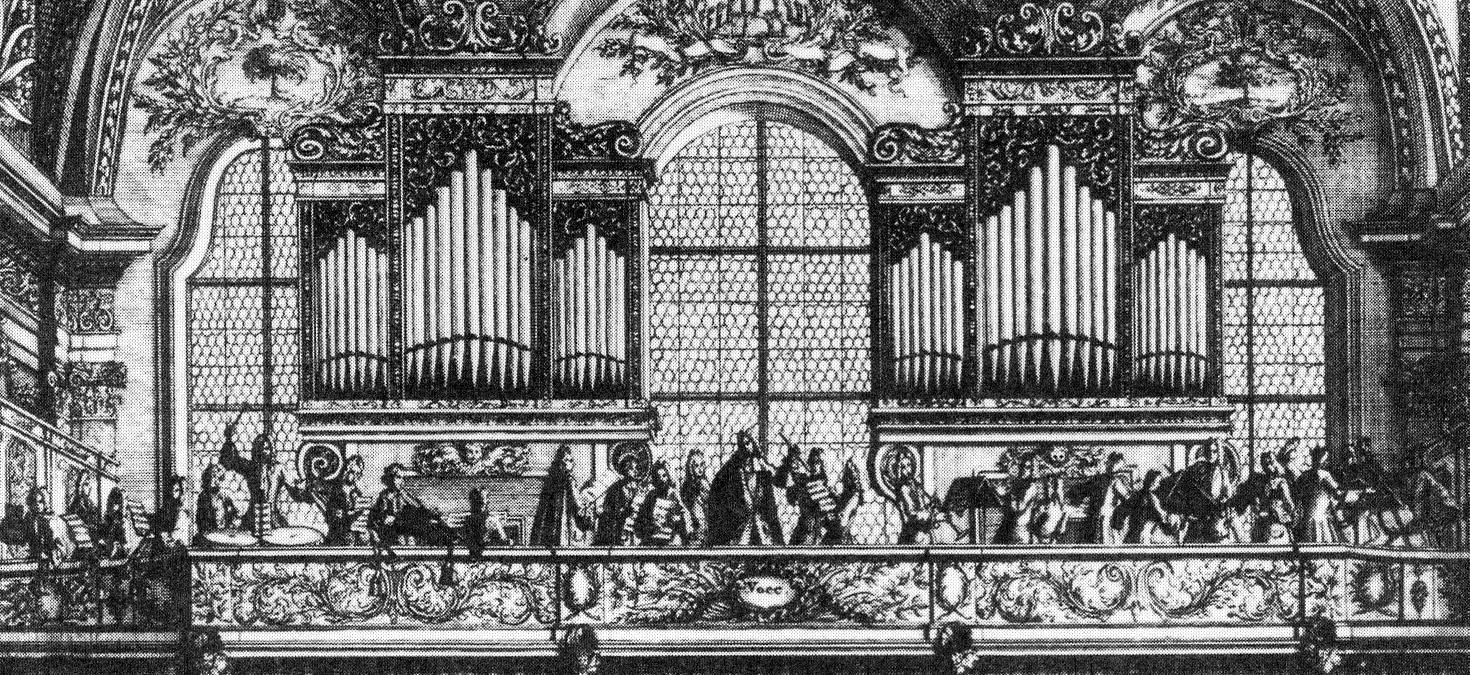
München 1715
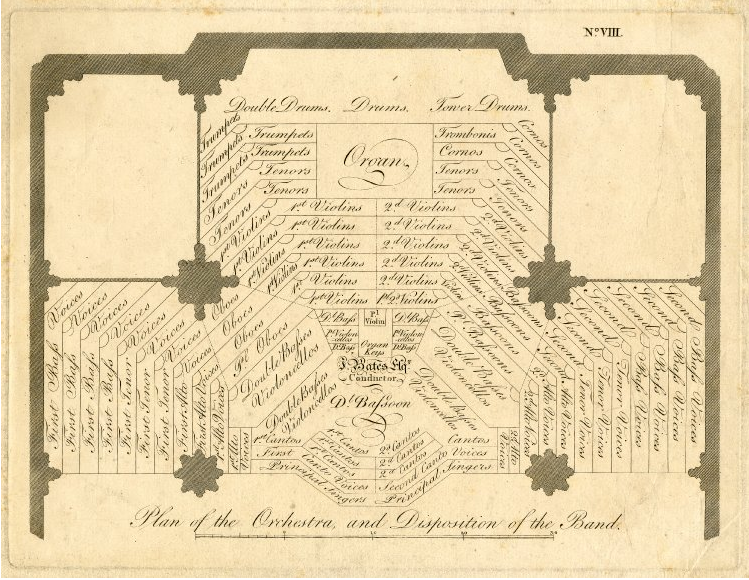
Westminster Abbey 1784
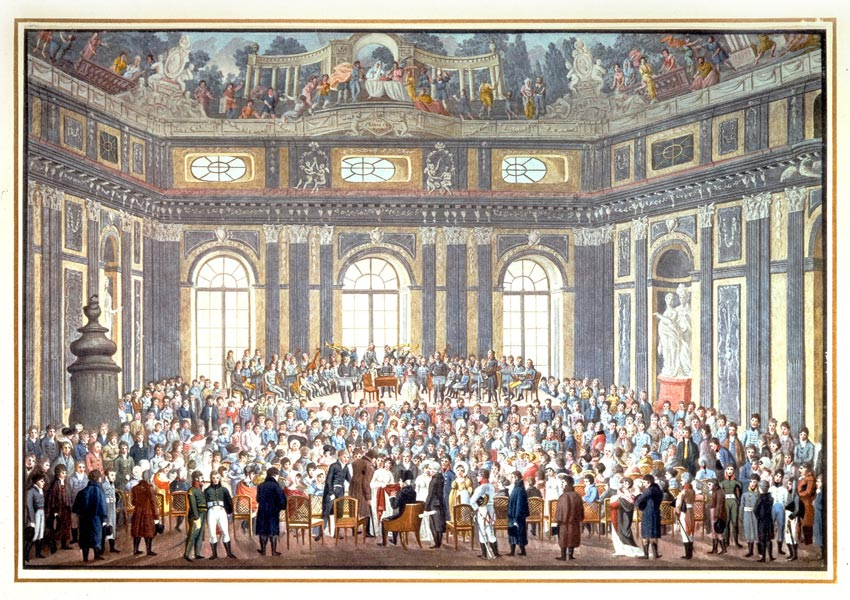
Aufführung der Schöpfung von Joseph Haydn am 27. März 1808
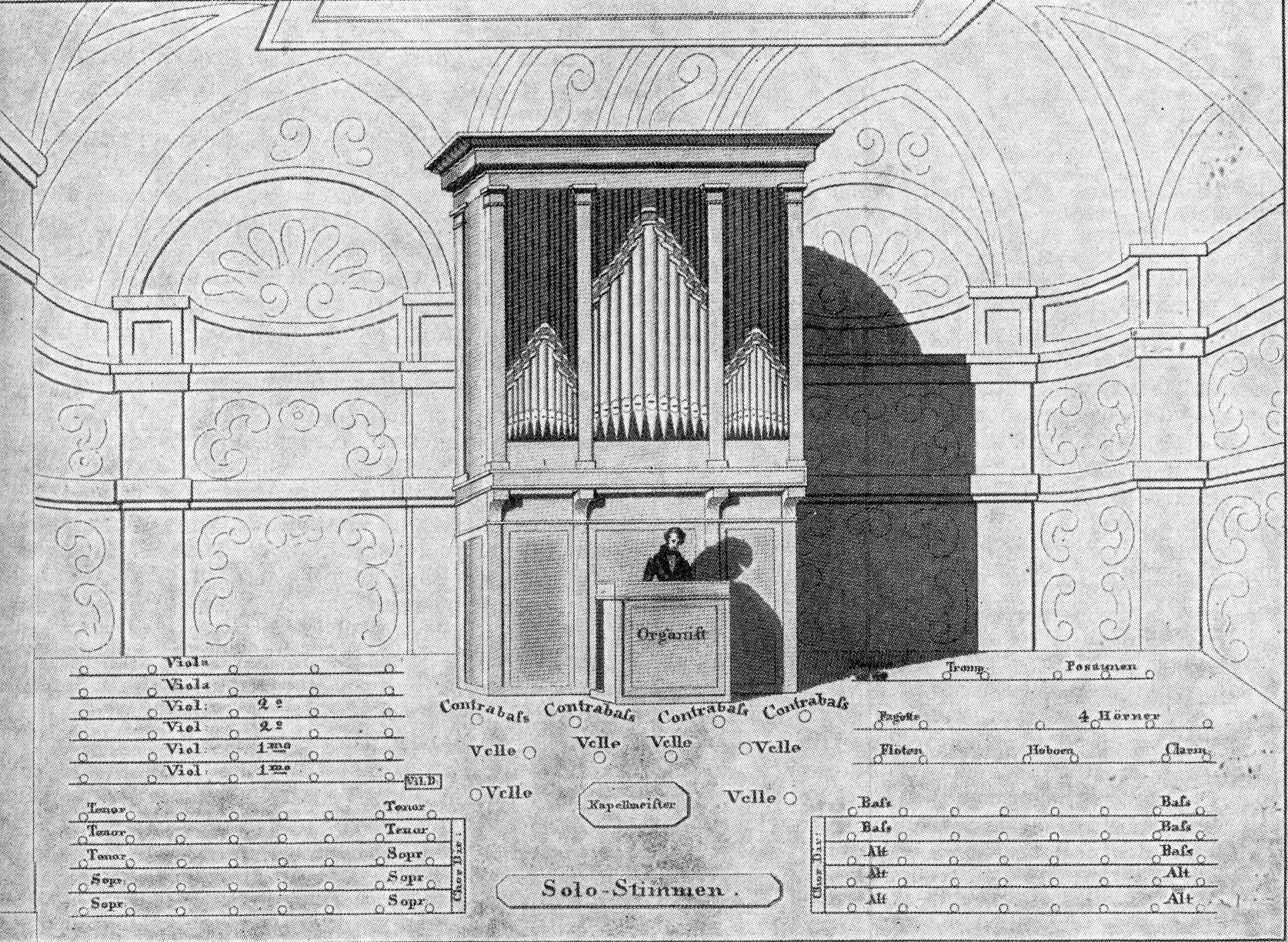
Concert spirituel Wien 1837
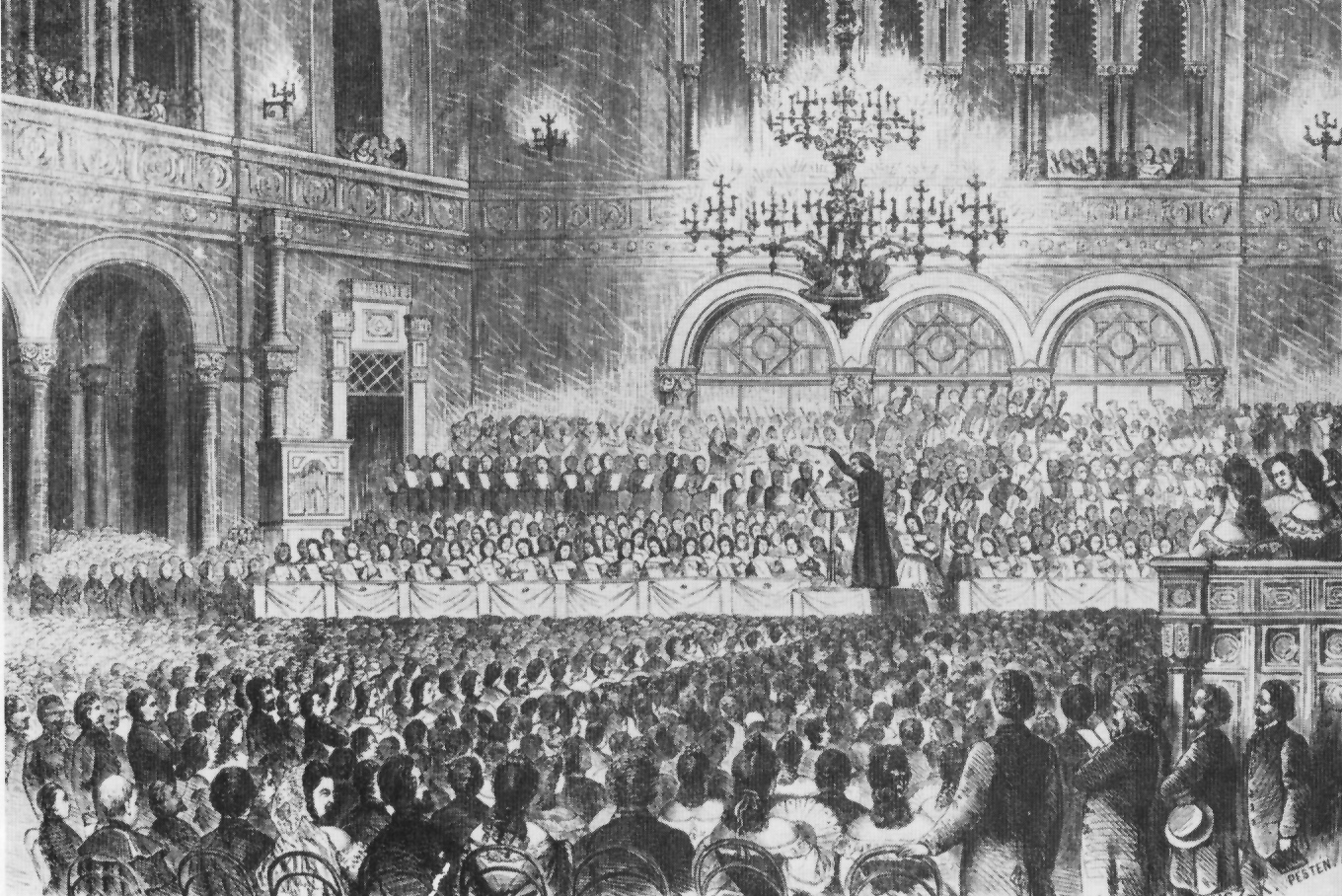
Franz Liszt 1839
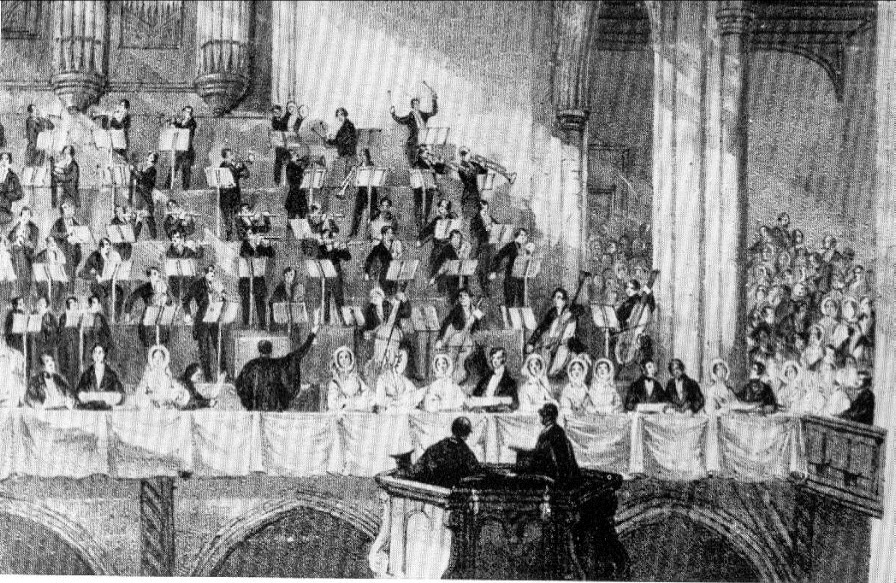
Oratorium in Cambridge 1842
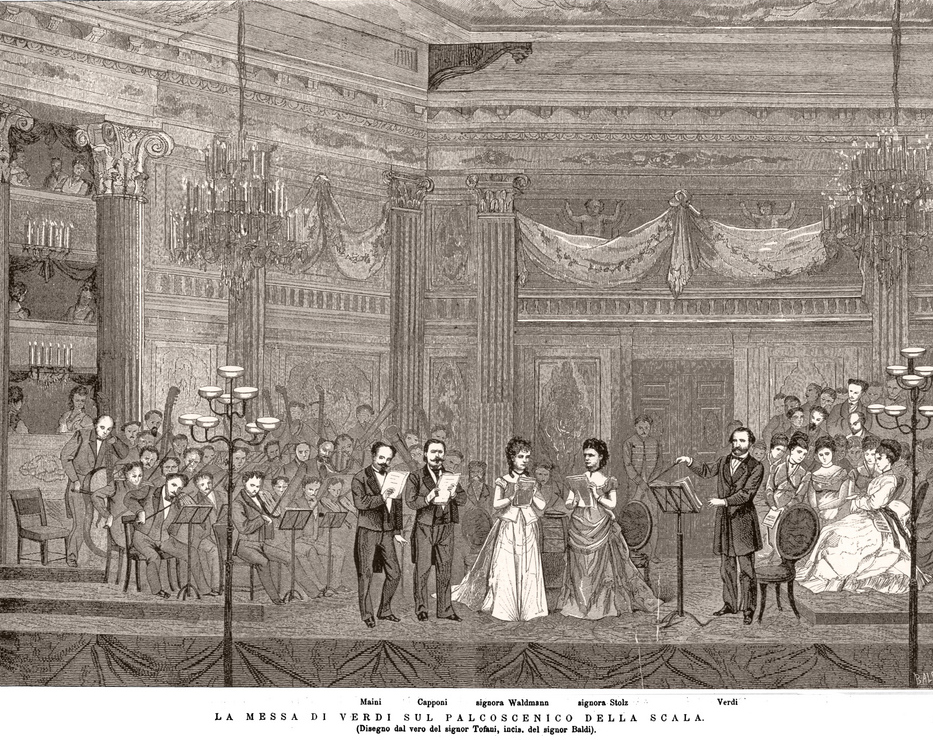
Aufführung des Requiems von Giuseppe Verdi am 25. Mai 1874
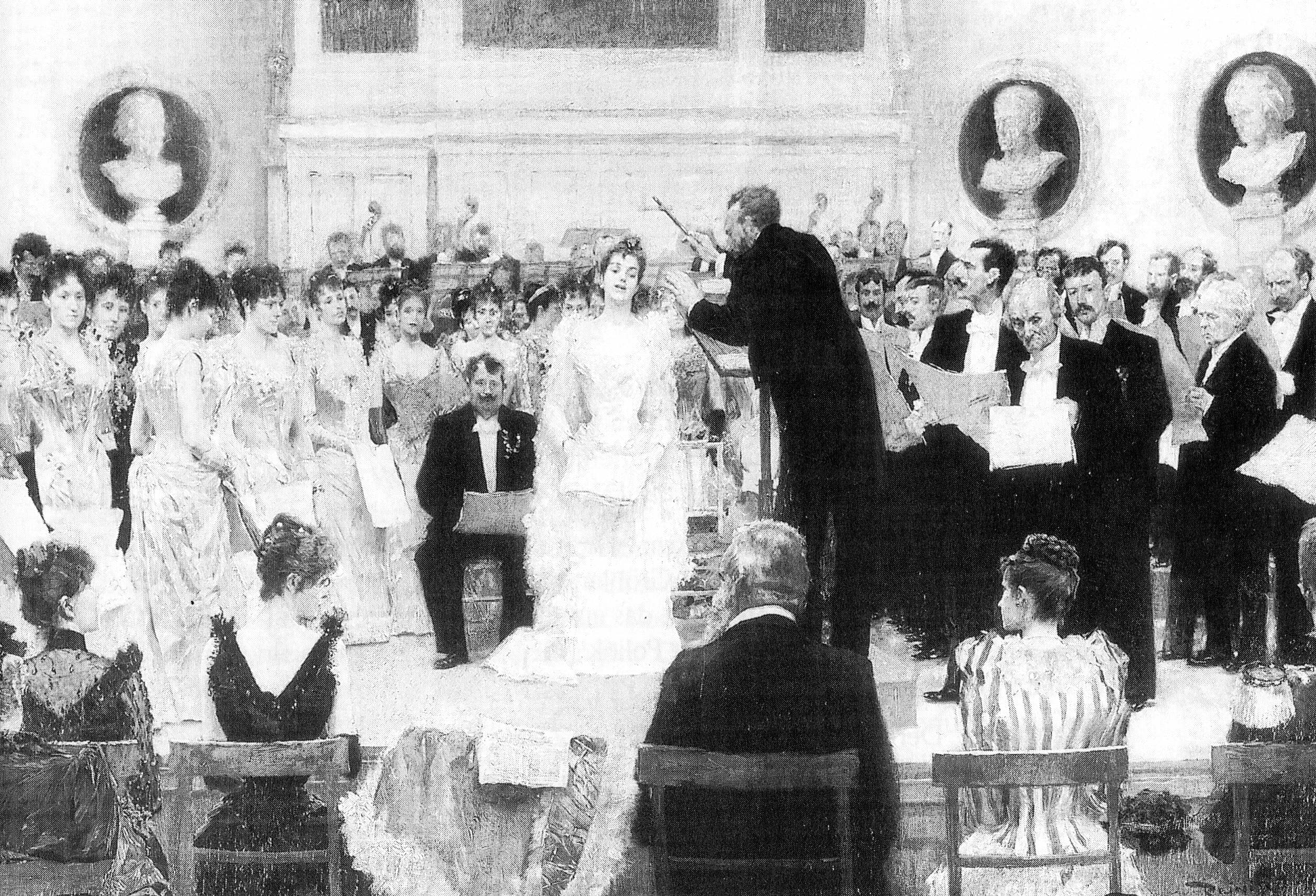
Konzert 1890
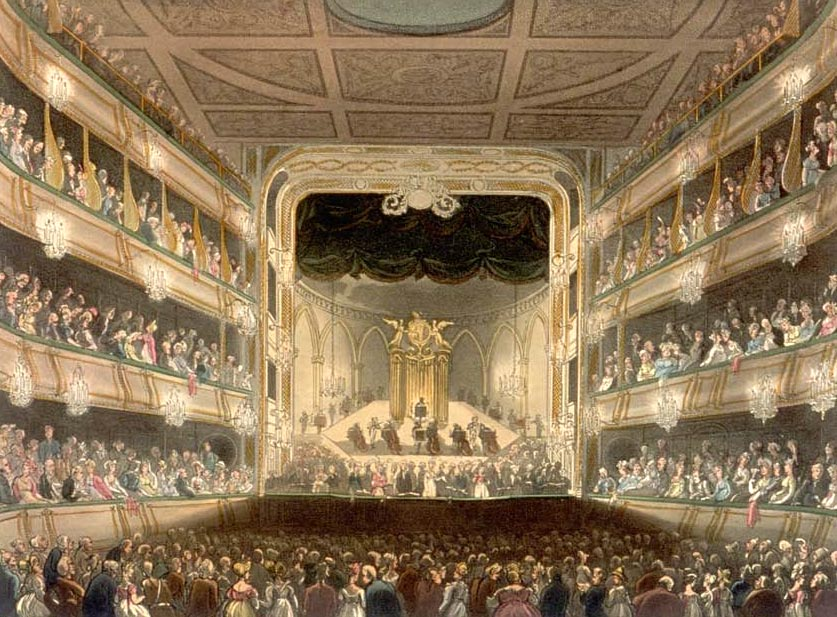
Aufführung London 1808

### Notenmaterial
Vokalwerke der Renaissance und des Barocks wurden in der Regel in Einzelstimmen veröffentlicht. Dies ermöglichte es den Instrumentalisten bei Werken im A-cappella-Stil die Stimmen colla parte zu verstärken oder zu ersetzen. In modernen Ausgaben gehören Einzelstimmen dagegen eher zu den Ausnahmen.

### Kompromisse
Heutige Interpreten werden die Erkenntnisse der historischen Aufführungspraxis stets nur zum Teil umsetzen können, während in etlichen der oben genannten Punkte Kompromisse eingegangen werden müssen. So wird beispielsweise selbst von bekannten Ensembles aus dem HIP-Bereich nur selten die historische Aufstellung des Chores vor dem Orchester praktiziert. Doch selbst unter ungünstigen Bedingungen (z. B. wenn gar keine historischen Instrumente zur Verfügung stehen oder ein großer Laienchor eingesetzt werden muss) lassen sich immer noch etliche Teilaspekte umsetzen.

## Geschichte
Ein wichtiger Meilenstein zur Wiederentdeckung Alter Musik war die Wiederaufführung von Bachs Matthäus-Passion 1829 durch Felix Mendelssohn Bartholdy. Das Werk wurde dabei allerdings weitreichenden Bearbeitungen (Instrumentierung, Kürzungen) unterzogen, da es in seiner Urgestalt als nicht zumutbar empfunden wurde. Zudem wurden einfach die aktuell üblichen Instrumente, Spieltechniken und Orchestergrößen eingesetzt.
Zu Beginn des 20. Jahrhunderts begann eine allmähliche Besinnung auf werkgetreuere Aufführungstechniken zunächst bei der Barockmusik unter Zuhilfenahme von original erhaltenen Instrumenten bzw. exakten Nachbauten.
Ein früher Pionier war der in England ansässige Musiker und Instrumentenbauer Arnold Dolmetsch (1858–1940); ebenfalls von Bedeutung war Alfred Deller, der die Countertenor-Gesangstechnik wiederbelebte.

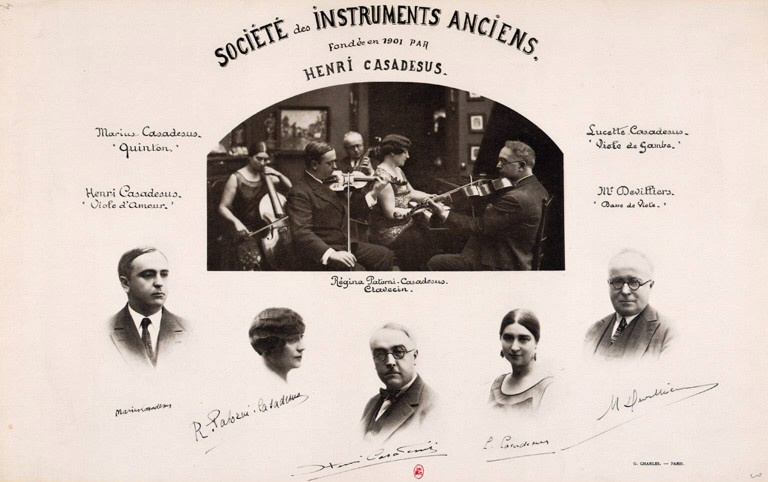
Mitglieder der „Société de concerts des instruments anciens“ 1901

In Frankreich gründeten 1901 Henri Casadesus (Viola d’amore) und Édouard Nanny (Kontrabass) die „Société de concerts des instruments anciens“ (Konzertgesellschaft für historische Instrumente), die unter der Präsidentschaft des Komponisten Camille Saint-Saëns stand. Ziel der Gesellschaft war die Wiederbelebung der Musik des 17. und 18. Jahrhunderts auf Originalinstrumenten. Ausgehend von dieser Gruppe, alles Preisträger des Pariser Konservatoriums, begann eine intensive Erforschung der Barockmusik.
Die 1921 gegründete Nederlandse Bachvereniging (Niederländische Bachvereinigung) hat das Ziel, speziell die Musik von Johann Sebastian Bach in historischer Form aufzuführen. Seit dem Jahr 2013 läuft das Projekt „All of Bach“ mit dem Ziel, alle Werke Bachs aufzuführen und diese Aufführungen zu dokumentieren. Diese Aufzeichnungen werden frei zur Verfügung gestellt und u. a. in einem YouTube-Kanal präsentiert.
In Deutschland beschäftigte sich der Cellist Christian Döbereiner (1874–1961) mit der Gambe und gründete um 1905 die „Vereinigung für Alte Musik“. Die sogenannte „Gambenbewegung“ der 1920er Jahre war ähnlich der Wandervogel-Bewegung eine Form des Protestes gegen das (in diesem Fall künstlerische) Establishment. Zur selben Zeit begann sich auch die Lautenexpertin Olga Schwind für den Klang historischer Instrumente zu interessieren, baute solche nach und musizierte mit diesen. Ab 1927 musizierte der aus Basel stammende August Wenzinger unter Förderung des Amateurgeigers und Industriellen Hans Hoesch aus Hagen mit anderen interessierten Musikern in der „Kabeler Kammermusik“ zum Teil auf historischen Instrumenten. Fast gleichzeitig wirkte Hans Grischkat in Reutlingen ab 1924, er setzte sowohl historische Instrumente bei der Interpretation von Claudio Monteverdis Marienvesper als auch in den großen Passionen von Bach ein, die er zusammen mit dem Schwäbischen Singkreis in seinen Kirchenkonzerten wieder ungekürzt zur Aufführung brachte.
Ein Meilenstein der historischen Aufführungspraxis war der 18. September 1954, als das im Mai 1954 gegründete erste Orchester mit Originalinstrumenten, die Cappella Coloniensis, unter der Leitung von Karl Richter mit einem Bach-Programm im Kölner Funkhaus des damaligen Nordwestdeutschen Rundfunks auftrat. Auf dem Programm standen die Suite Nr. 1 C-Dur BWV 1066 und die Kantate Schwingt freudig euch empor, bei der der Chor der Wiener Sängerknaben, im Gegensatz zur Praxis von Karl Straube, hinter dem Orchester stand.
Weitere Impulse gab die aus Polen stammende Pianistin Wanda Landowska, die sich für die Wiederbenutzung des Cembalos einsetzte, allerdings nicht in seiner historischen Form, sondern in Form der damals verwendeten Neukonstruktionen mit Stahlrahmen. Für die Wiederverwendung von Tasteninstrumenten nach historischen Baumustern waren insbesondere Ralph Kirkpatrick und Fritz Neumeyer von Bedeutung. Letzterer hatte schon 1927 in Saarbrücken ebenfalls eine „Vereinigung für Alte Musik“ gegründet, die im Wesentlichen Kammermusik des 18. Jahrhunderts aufführte. Zahlreiche Konzerte wurden in den 1930er und 1940er Jahren vom damaligen „Radio Saarbrücken“ live gesendet.
Durch die Initiative des Komponisten Paul Hindemith fand eine der ersten öffentlichen Aufführungen der Solo-Sonaten und -Partiten von Johann Sebastian Bach in Österreich durch den Geiger Eduard Melkus zu Beginn der 1950er Jahre statt. Melkus gehörte zu dem engen Kreis von Musikern um den Cellisten und späteren Dirigenten Nikolaus Harnoncourt und seiner Frau Alice Harnoncourt, der sich ab 1948 als Gegenpol zur modernen Orchesterarbeit intensiv der Alten Musik widmete. Aus dieser Gruppe bildete sich nach und nach der Concentus Musicus Wien, der 1957 erstmals öffentlich auftrat. Die Bach-Interpretationen des Ensembles wurden zu Meilensteinen in der historisch informierten Aufführungspraxis.

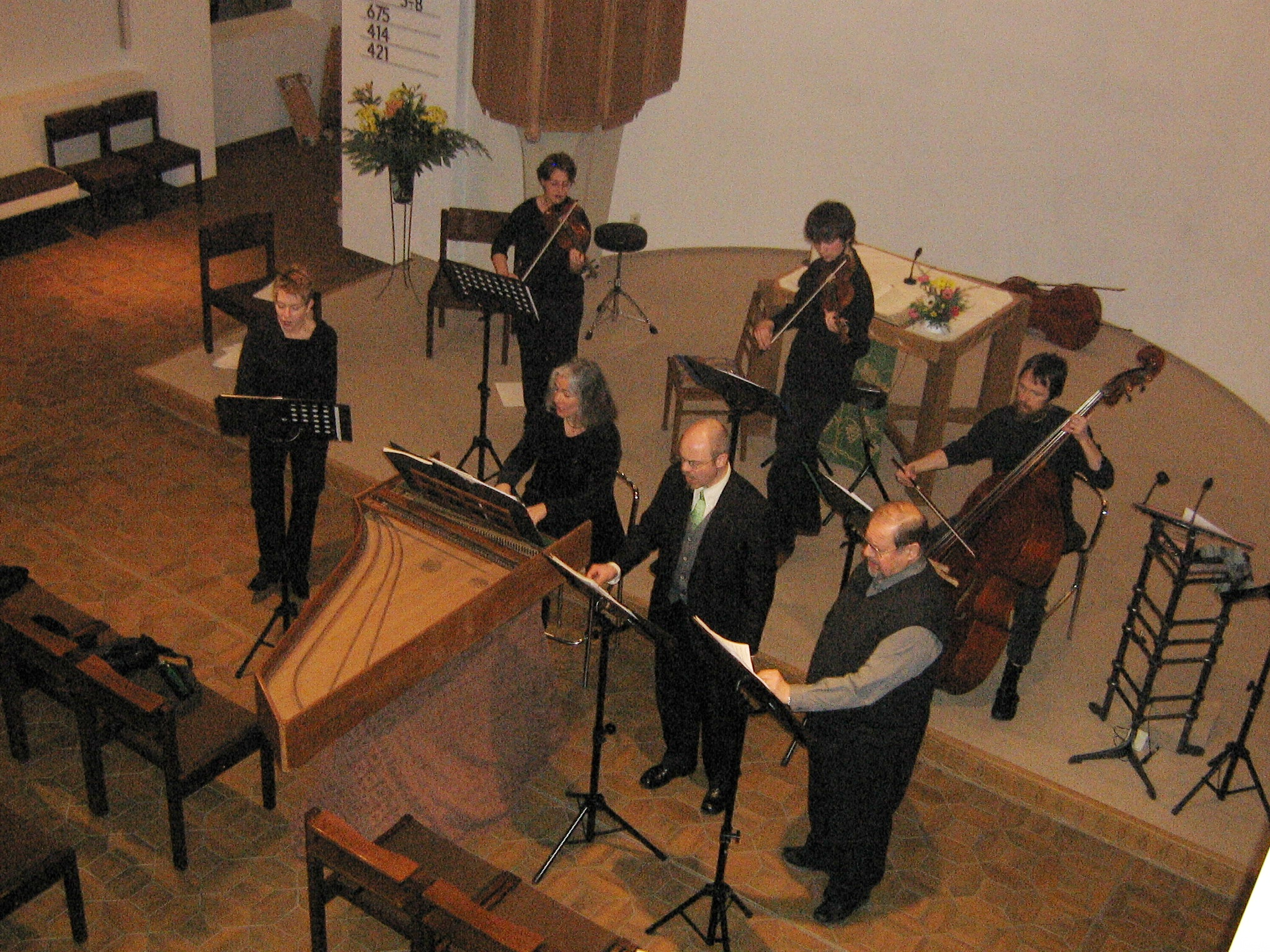
Kreuznacher-Diakonie-Kantorei in solistischer Besetzung

Kontroversen löste gegen 1980 die von Joshua Rifkin initiierte Praxis aus, Chorwerke von Johann Sebastian Bach nur mit einem Solistenquartett aufzuführen.
Bereits ab 1980 spielte der Tenor Ernst Haefliger im Sinne historischer Aufführungspraxis über mehrere Jahre hinweg die wichtigsten Liederzyklen von Franz Schubert zusammen mit dem Pianisten Jörg Ewald Dähler auf dem Hammerflügel statt mit dem modernen Konzertflügel ein.

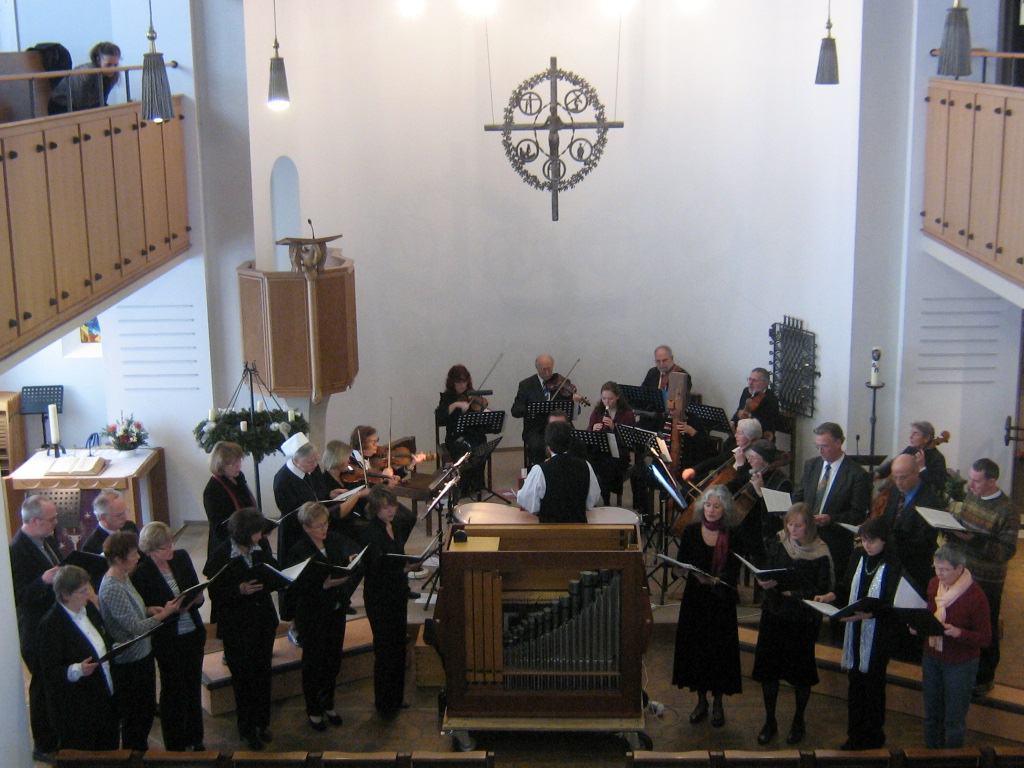
Kreuznacher-Diakonie-Kantorei in historischer Aufstellung

Um die Jahrtausendwende experimentierten verschiedene Dirigenten mit historisch dokumentierten Aufstellungen von Chor und Orchester. Im Mai 2000 führte die Cappella Consonante in der Emmaus-Kapelle in Hatzfeld die Bachkantate BWV 4 auf. Die 13 mitwirkenden Chorstimmen standen dabei vor dem Streichorchester. Beim Rheinischen Kirchenmusikfest Pfingsten 2000 musizierte Helmut Kickton mit seiner Kreuznacher-Diakonie-Kantorei während eines Workshops in der Diakoniekirche eine Bachkantate in solistischer Vokalbesetzung, bei der das Ensemble der Solisten vor dem Orchester stand. Im Dezember selben Jahres führte er auf ähnliche Weise eine ganze Kantate aus dem Weihnachtsoratorium von Bach auf. Im Dezember 2002 sang die gesamte Kantorei mit etwa 20 Sängern vor dem Orchester stehend eine Kantate von Telemann. 2008 führte der österreichische Landesjugendchor VOICES ein Werk von Gabriel Fauré in historischer Choraufstellung mit großem Chor und Orchester auf. Dazu wurden zwei musikalische Leiter benötigt: vor den stehenden Sängerinnen und Sängern ein Chorleiter, dahinter, also vor dem Orchester, ein Dirigent. Dieser war für den Chor nicht sichtbar.
2013 wurde die historische Aufstellungspraxis von Georg Christoph Biller beim Bachfest Leipzig mit einem Auswahlchor der Thomaner und 2014 bei einem Konzert mit den Leipziger Bachsolisten vorgestellt.
Biller hierzu:

„Die Bachmotetten zum Beispiel habe ich mit nur drei bis vier Vokalisten pro Singstimme besetzt und sie dann vor dem Orchester platziert – also genau umgekehrt wie bei der heute üblichen Aufstellung des Chores hinter den Instrumentalisten. Sie wurde hier im Übrigen erst 1957 von Thomaskantor Kurt Thomas eingeführt, weil er die alte Anordnung antiquiert fand. Ein halbes Jahrhundert später indes haben wir gemerkt, dass gerade die von Thomas überwundene Aufstellung den Zuhörern ein viel intensiveres Erlebnis des Chorgesangs ermöglichte: Ein kleiner Chor klingt vor dem Orchester immer transparenter, weil er nicht von den Begleitinstrumenten zugedeckt wird.“

2015 führte Martin Haselböck mit dem Orchester Wiener Akademie die 9. Symphonie von Ludwig van Beethoven im Redoutensaal in Wien mit einem vor dem Orchester positionierten Chor auf. Am 7. Mai 2024 wiederholte er in einer Übertragung des WDR die 9. Sinfonie in der Stadthalle Wuppertal zusammen mit drei Sätzen aus der Missa solemnis. Der ausführende WDR Rundfunkchor Köln stand dabei ebenfalls vor dem Orchester Wiener Akademie.
Am 4. März 2021 äußerte sich der kommende Thomaskantor Andreas Reize in einem Interview mit BR-Klassik zur Aufstellung von Chor und Orchester: „Früher war es ja so, dass der Chor vor dem Orchester stand, damit der Klang nicht vom Orchester überrollt wird. Damit möchte ich auch ein wenig experimentieren!“ Für das Jahr 2023 plant Reize eine Aufführung der Johannespassion, bei der 20 Thomaner nach historischem Vorbild „vor und nicht hinter dem Orchester aufgestellt sein sollen“.
Bis gegen Ende der 1970er Jahre bezog sich die historische Aufführungspraxis fast ganz auf ältere Musik bis zur Mitte des 18. Jahrhunderts. Unter anderem mit Einspielungen der Sinfonien und Konzerte von Mozart, Haydn und Beethoven erschlossen Dirigenten wie Trevor Pinnock, Christopher Hogwood, Roger Norrington und John Eliot Gardiner sodann das Repertoire der Wiener Klassik. Inzwischen wendet sich die historische Aufführungspraxis auch der Romantik und Spätromantik zu. Die Differenz zwischen dem frühen 20. Jahrhundert und der Gegenwart ist in Instrumentarium und Spielweise bereits so erheblich, dass 2006 eine historisch informierte Einspielung von Orchesterwerken Maurice Ravels vorgelegt wurde.
Auflistung einiger Interpreten siehe: Liste von Barockinterpreten und Ensembles

## Kritik

### Interpretation und Klang
Während die Errungenschaften der historischen Aufführungspraxis in puncto Spieltechnik und Instrumentenbeherrschung auch von Kritikern allgemein anerkannt werden, ist die Interpretationsweise und das klangliche Resultat nach wie vor teilweise umstritten. So kritisiert der Musikjournalist Christoph Schlüren „die heute gebräuchliche Schroffheit“, „den notorischen Balancemangel, die Unfähigkeit, breite Tempi zu erfüllen, die obligatorische Verkürzung der Notenwerte oder die immer mehr in Mode gekommene Rubato-Manie, die den Zusammenhang noch weniger erfahrbar werden läßt als die längst belächelte ‚Nähmaschine‘“. Durch „kleingliedrige Artikulation“ werde „das Tänzerische und Rhetorische so stark betont, daß das Gesangliche und die größeren Entwicklungszüge, die den individuellen Charakter der Musik ausmachen, in den Hintergrund treten und verschwinden“. Schlüren kritisiert auch die „kulturideologische Durchsetzung“ der historischen Aufführungspraxis im Musikleben und in der Schallplattenindustrie.

### Nachweisbarkeit

#### Aufnahmen
„Datenträger“ für mechanische Musikautomaten (bestiftete Walzen etc., siehe auch Tonaufnahme) gibt es schon seit dem 17. Jahrhundert. In Frankreich sind etwa 500 Walzen für automatische Spieluhren und Orgeln erhalten. Das technische Problem ihrer Nutzung als Quellen zur Aufführungspraxis ist die nur selten überprüfbare Antriebsgeschwindigkeit (s. o. „Tempi“). Eine Ausnahme stellt die „Tonotechnie“ des Père Engramelle dar, der die Spieldauern in Minuten angab.
Verlässlichere Tondokumente gibt es erst in der jüngeren Geschichte, etwa in Form von Phonographaufnahmen (ab ca. 1877 möglich, Musikaufnahmen aber erst mit Edisons verbessertem Wachswalzenphonograph ab 1888 erhalten)
oder von Welte-Mignon-Rollen (ab 1904). Ab dieser Zeit kann von unzweifelhaften, hörbaren Belegen für eine Aufführungspraxis gesprochen werden. 
Allerdings ist hierbei zu beachten, dass die Unzulänglichkeiten des frühen, rein akustischen Aufnahmeverfahrens auf Phonographenwalzen und Schallplatten den Höreindruck beeinträchtigen. Zudem wurden etwa Orchesterstücke in dieser Zeit häufig in bearbeiteten Fassungen aufgenommen; da z. B. Streichinstrumente wie Violinen nur schlecht hörbar waren erhöhte man deren Zahl usw.

#### Notentext
Ein gedruckter Notentext ist nicht automatisch eine verlässliche Quelle, da mehrere Arbeitsschritte zwischen der Komposition und dem Druck liegen, an der verschiedene Personen beteiligt sind. Selbst ein Autograph stellt nicht immer den letztgültigen Willen des Komponisten dar.
Ludwig van Beethoven musste stets Auseinandersetzungen mit den Kopisten und Notenstechern führen, was ihn zu dem Ausspruch brachte, die gedruckten Partituren seien so voller Fehler, wie es Fische im Wasser gebe. Dies war nicht nur auf Unachtsamkeit zurückzuführen. Kompositorische Neuerungen Beethovens wurden von den Bearbeitern mitunter als zu korrigierende Fehler interpretiert. Andererseits ergaben ihre eigenen Fehler mitunter musikalisch sinnvolle Varianten, was es heute noch erschwert, sie auch als Fehler zu identifizieren.
Die Bearbeiter wehrten sich mit dem Argument, dass die Handschrift Beethovens unleserlich sei, und verweigerten teilweise eine weitere Zusammenarbeit. Außerdem war das Verändern der Druckplatten damals ein langsamer und teurer Prozess. Verleger fügten daher lieber ein Errata-Blatt bei.

#### Metronomangaben
Beethoven war durch Taubheit am Ende seines Lebens zu schriftlicher Kommunikation gezwungen. Daher kennen wir auch Details des Schaffensprozesses, die bei anderen Komponisten verlorengingen. Er sorgte sich beispielsweise um das richtige Tempo bei fremden Aufführungen seiner Werke. Daher begrüßte er die Erfindung des Metronoms und verwendete Metronomzahlen – wenn auch nur in 25 seiner über 400 Werke – um Fehldeutungen der Tempobegriffe auszuschließen.
Dennoch ist von Beethoven folgender Ausspruch überliefert: „Gar kein Metronom! Wer richtiges Gefühl hat, braucht ihn nicht; und wer es nicht hat, dem nützt er doch nichts.“
Die richtige Interpretation seiner Tempoangaben wird kontrovers diskutiert. Eine Theorie besagt z. B., dass historische Metronomangaben nach heutigem Verständnis zu halbieren seien, da sich andernfalls viele Musikstücke im vorgegebenen Tempo als kaum ausführbar bzw. unspielbar zeigen. Während dies von einigen Autoren in Frage gestellt wird, verweist beispielsweise Lorenz Gadient in einer neueren, umfangreichen Arbeit auf zahlreiche historische Quellen, die eine solche „halbierende“ Interpretation der Metronomzahlen stützen.

#### Abstand zur Entstehungszeit
Je näher der Gegenwart, desto mehr bemühten sich die Komponisten um möglichst exakte Vorgaben. Bei der elektronischen Musik fixiert der Komponist die Komposition selbst endgültig auf Tonträger, so dass ein Interpret unnötig wird. Umgekehrt findet man umso weniger Interpretationsvorschriften, je mehr man in die Vergangenheit zurückgeht.
In der Musik des Generalbasszeitalters z. B. wurden die Harmonien der Begleitung nur durch Ziffern angedeutet. Die genaue Aussetzung der Akkorde oblag dem Interpreten.
Tempo, Dynamik, Stimmung, Wahl der Instrumente usw. sind für Werke vor ca. 1750 oft nicht mehr mit Sicherheit bestimmbar. Die praktische Aufführung hat daher stets den Charakter einer interpretierenden Rekonstruktion. Die Situation ist der bei der Erforschung toter Sprachen ähnlich, deren Schrift man zwar zu entziffern gelernt hat, bei deren Aussprache es jedoch geringe Aussicht auf abschließende Klärung gibt.

### Gefahr des Dogmatismus
Richard Taruskin sieht die Gefahr, dass die Annäherung an historische Klangbilder zum musealen Selbstzweck verkommt. Sowohl Interpreten als auch Zuhörer seien Menschen von heute, die Alte Musik für sich, in ihren heutigen Lebenszusammenhängen entdecken, bewerten und einordnen müssten. Es genüge daher nicht, einfach den Stil anderer aufführungspraktisch arbeitender Interpreten zu kopieren, da dadurch nur eine neue, dogmatische Aufführungstradition entstehe. Bei aller historischer Korrektheit müsse eine lebendige Auseinandersetzung mit der Musik sichergestellt sein.
Vor dem Hintergrund dieses Spannungsfeldes formuliert der Dirigent Christian Thielemann seine Auffassung: „Historische Aufführungspraxis heißt für mich immer: Mit damaligen Augen lesen und mit heutigen Ohren hören. Verstehen, was geschrieben steht, es in Relation setzen zu den vorhandenen Möglichkeiten – und die Wirkung auf heutige Umstände übertragen“.

## Akademische Institute
Die Hochschule für Musik Freiburg unterhält für Lehre, Aus- und Fortbildung seit 2004 ein Institut für Historische Aufführungspraxis (IHA).
Zur Staatlichen Hochschule für Musik Trossingen zählt seit 1992 das Institut für Aufführungspraxis (ehemals Institut für Alte Musik) zu den Kompetenzzentren im Bereich der historischen Interpretationspraxis der Musik vom Mittelalter bis in die Romantik.